# Малая Дочь
Ма́лая Дочь (укр. Мала Доч) — село, расположенное на территории Борзнянского района Черниговской области (Украина), на левом берегу реки Дочь. Расположено в 22 км на северо-восток от райцентра Борзны. Население составляло 73 чел. на 2006 г. и 35 человек на 2011 г. Адрес совета: 16415 Черниговская обл., Борзнянский р-н, с. Носёловка, ул. Ленина, 7